# Can Clarà (Girona)
Can Clarà és una obra de Girona inclosa a l'Inventari del Patrimoni Arquitectònic de Catalunya.

## Descripció
És un edifici de planta rectangular, de planta baixa, primer pis i golfes. Coberta a dues aigües amb el carener perpendicular a la façana principal. Al costat dret s'ha format un porxo a manera de pallissa. L'accés a la casa es produeix a través de l'era empedrada per lloses. La porta d'entrada a la masia és de llinda planera. Al damunt hi ha una finestra d'arquet i motiu floral. Als costats i al damunt d'ella s'hi obre una finestra de modillons. La façana principal ha estat repicada i deixa la pedra vista. Els laterals són remolinats.